# Gyrostemon ramulosus
Gyrostemon ramulosus är en tvåhjärtbladig växtart som beskrevs av Desf. Gyrostemon ramulosus ingår i släktet Gyrostemon och familjen Gyrostemonaceae. Inga underarter finns listade i Catalogue of Life.

## Bildgalleri

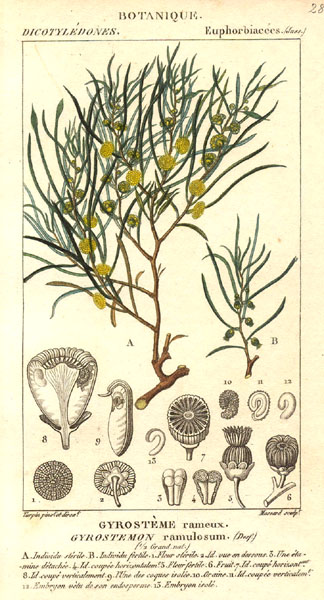